# Idionycteris phyllotis
L'orecchione di Allen (Idionycteris phyllotis Allen, 1916) è un pipistrello della famiglia dei Vespertilionidi, unica specie del genere Idionycteris (Anthony, 1923), diffuso nell'America settentrionale.

## Descrizione

### Dimensioni
Pipistrello di piccole dimensioni, con la lunghezza della testa e del corpo tra 50 e 60 mm, la lunghezza dell'avambraccio tra 42 e 49 mm, la lunghezza della coda tra 44 e 55 mm, la lunghezza del piede tra 9 e 12 mm, la lunghezza delle orecchie tra 34 e 43 mm e un peso fino a 16 g.

### Caratteristiche craniche e dentarie
Il cranio ha un rostro largo, appiattito e con una concavità dorsale pronunciata. La scatola cranica è ampia e non elevata. L'arcata zigomatica presenta un ispessimento a metà della sua lunghezza. La bolla timpanica è ingrossata. Gli incisivi inferiori sono tricuspidati. I canini sono di proporzioni normali.
Sono caratterizzati dalla seguente formula dentaria:

### Aspetto
La pelliccia è lunga e soffice. Le parti dorsali sono nerastre, con la punta dei peli grigio-giallastra. Una macchia nerastra è presente su ogni spalla. Le parti ventrali sono simili al dorso ma con la punta dei peli giallo-brunastra chiara. Il muso ha delle masse ghiandolari poco consistenti. Le orecchie sono enormi, con due piccole falde cutanee che si estendono sopra la fronte dalla base anteriore del padiglione auricolare. Un ciuffo di peli biancastri è presente alla base posteriore di ogni orecchio. Il trago è grande, lanceolato e con la punta arrotondata. La coda è molto lunga ed inclusa completamente nell'ampio uropatagio, il quale ha 12-13 rinforzi trasversali ed è attaccato all'articolazione tra il metatarso e la prima falange del primo dito. Il calcar è carenato. Il cariotipo è 2n=30 FNa=50.

### Ecolocazione
Emette ultrasuoni sotto forma di impulsi con durata tra 20 e 200 millisecondi e frequenza costante di 27 kHz. Una seconda armonica è presente oltre la fondamentale. Questa combinazione è associata a pipistrelli che cacciano in zone aperte e raccolgono le prede al suolo o sulla vegetazione.

## Biologia

### Comportamento
Si rifugia tra gli ammassi rocciosi, su scogliere o all'interno di gallerie minerarie. Le femmine durante l'estate si separano dai maschi per formare vivai da 30 a 150 individui ciascuno. Viene catturato frequentemente in prossimità di corsi d'acqua e stagni.

### Alimentazione
Si nutre principalmente di falene, ma anche di Meloidae, Scarabaeidae, Chrysomelidae, Blattodea e Formicidae. Cattura le prede direttamente sopra la vegetazione.

### Riproduzione
Femmine gravide sono state osservate in giugno, mentre altre che allattavano sono state osservate in un periodo che andava dalla seconda metà di giugno alla prima settimana di agosto. Danno alla luce un piccolo alla volta. L'aspettativa di vita è di circa 3 anni e 2 mesi.

## Distribuzione e habitat
Questa specie è diffusa nell'America settentrionale, dal Nevada meridionale allo stato messicano del Michoacán, nella parte centrale del paese.
Vive in diversi habitat forestali, come pinete, gineprai, boschi ripariali, querceti e abetaie tra 403 e 3.225 metri di altitudine. Si può trovare anche in ambienti aridi inclusi arbusteti, praterie e foreste decidue tropicali.

## Tassonomia
Sono state riconosciute 2 sottospecie:
- I.p.phyllotis: Arizona centrale e meridionale, Nuovo Messico occidentale, Messico settentrionale e centrale;
- I.p.hualapaiensis (Tumlison, 1993): Nevada e Utah meridionali, Arizona settentrionale.

## Conservazione
La IUCN Red List, considerato il vasto areale, la popolazione presumibilmente numerosa e la presenza in diverse aree protette, classifica I.phyllotis come specie a rischio minimo (Least Concern)).